# Villa medicea di Careggi

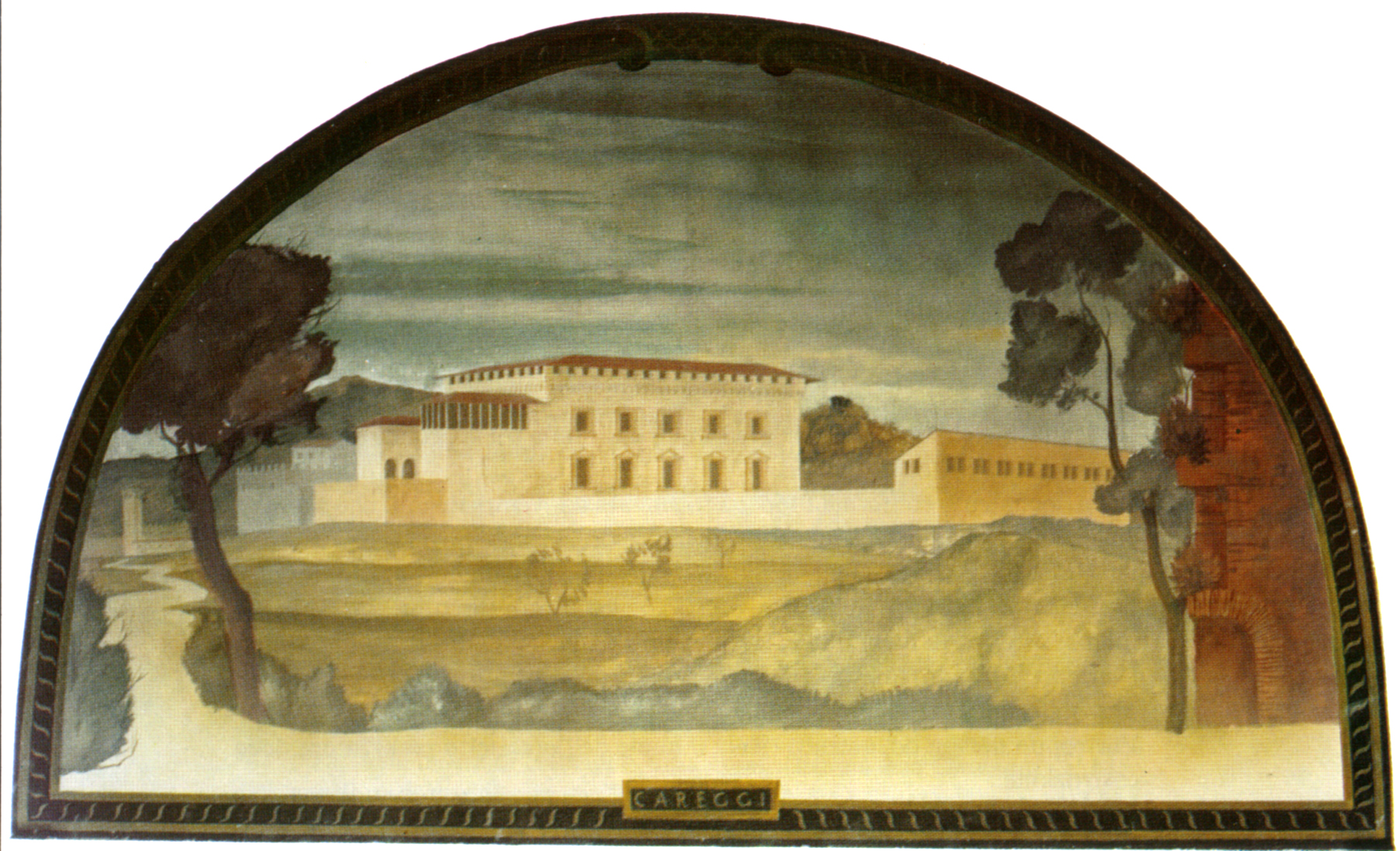
Lunetta con Careggi per la Sala delle Ville di Artimino, rifacimento novecentesco ispirato a Giusto Utens

La Villa medicea di Careggi è una delle più antiche tra le ville appartenute alla famiglia Medici. Si trova nella zona leggermente in collina del quartiere periferico di Careggi a Firenze, in via Gaetano Pieraccini 17.

## Storia

### Le origini
Almeno dal Trecento la zona di Careggi era densa di prestigiosi possedimenti di ricchi fiorentini, come testimonia il visitatore Giovanni Villani nel 1325:
Nel 1417 Giovanni di Bicci de' Medici, il capostipite della fortuna medicea, acquistava sul colle chiamato di Monterivecchi alcuni terreni e possedimenti da Tommaso Lippi, con un contratto datato 7 giugno di quell'anno. Si tratta della terza villa campestre di famiglia, dopo quelle di Cafaggiolo e del Trebbio nel Mugello, e rappresenta la più vicina Firenze, quindi anche un acquisto strategicamente scelto in maggiore prossimità verso quel centro cittadino al cuore degli interessi della famiglia. Queste ville erano anche un luogo di riposo e di pace, ma anche veri e propri centri economici, che con le attività agricole non solo si potevano automantenere, ma rappresentavano anche delle fonti sicure di reddito.
In un primo tempo le ville erano arroccate e fortificate come castelli medievali, poi gradualmente vengono rilanciate come loci ameni, dove è possibile praticare l'ozio intellettuale e la salutare vita all'aria aperta, dagli umanisti toscani, attraverso la riscoperta dei classici di Seneca, Varrone, Marziale, Catone e Virgilio. In particolare queste idee vennero diffuse dalla metà del Quattrocento da Leon Battista Alberti nel De re aedificatoria e nel trattato della Villa.
La villa di Careggi viene ristrutturata quindi in un periodo di transizione, la prima metà del Quattrocento, tra la tipologia rustica e fortificata e quella sontuosa e ricreativa, aperta verso le campagne e i giardini. E anche la sua architettura esemplifica il passaggio con elementi appartenenti sia alla prima che alla seconda tendenza.
Al momento dell'acquisto la tenuta di Careggi era composta da un palazzo dotato di corte, loggia, pozzo, cantina, stalla, torre, orto e due case, come viene riportato nel contratto di compravendita. Lo stato degli immobili doveva essere molto buono, perché non vi furono apportate modifiche inizialmente.

### Cosimo il Vecchio e Michelozzo

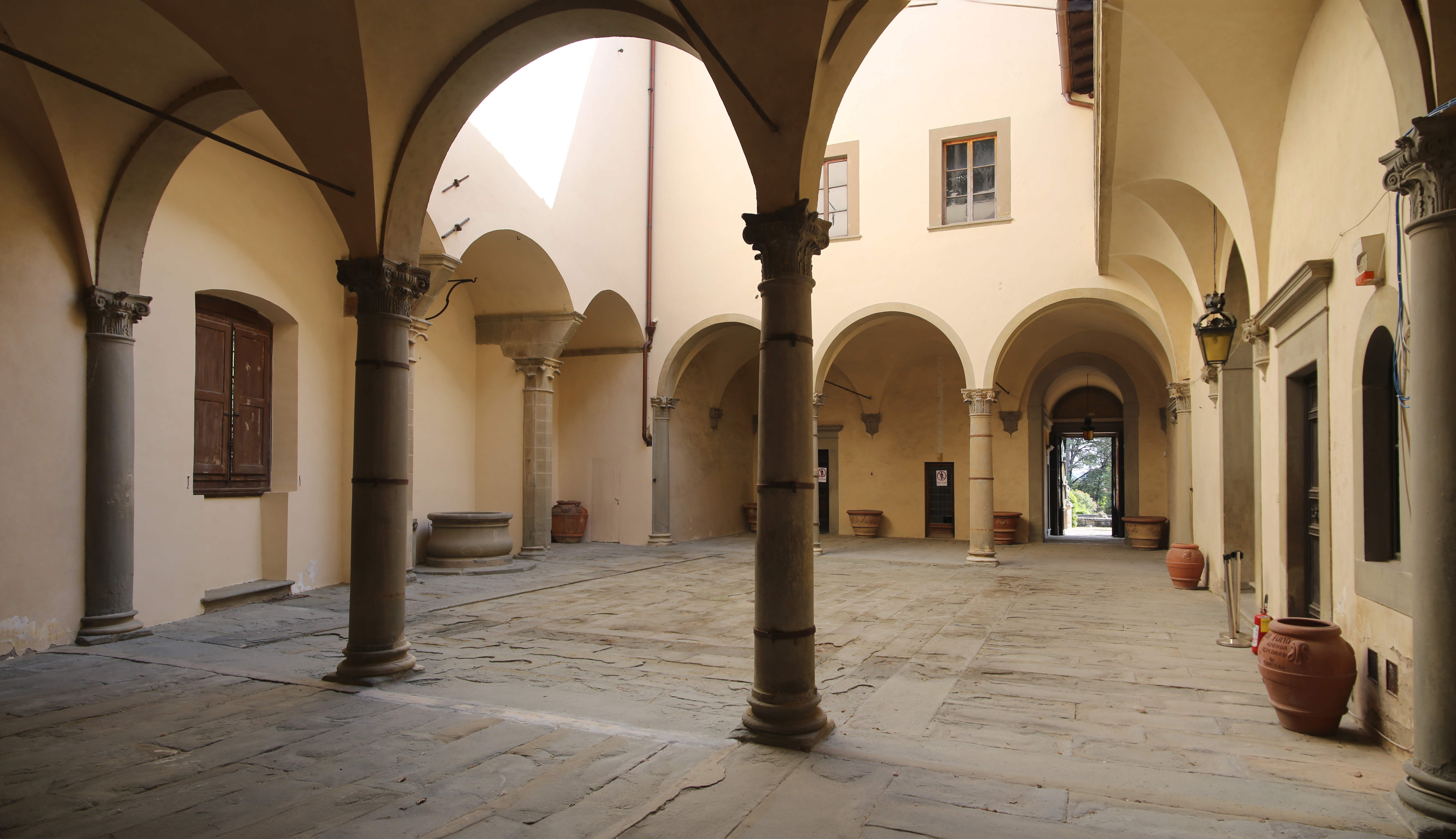
Il cortile asimmetrico di Michelozzo

Solo in seguito alla morte di Giovanni (1429) i suoi figli Cosimo de' Medici e Lorenzo il Vecchio approntano alcuni interventi affidando l'incarico a Michelozzo, ben prima dei lavori alla residenza cittadina di Palazzo Medici in via Larga (iniziati verso il 1444). Di questi lavori non abbiamo nessuna descrizione ma ci resta la registrazione della spesa, e giudicando la somma stanziata dovettero essere sostanziali con un intervento piuttosto massiccio.
I lavori sembrano conclusi nel 1427, secondo una lettera di Contessina de' Bardi, moglie di Cosimo, che farebbe capire che la villa è completa. In ogni caso erano sicuramente conclusi in occasione della visita di Francesco Sforza a Firenze del 1459 il quale lodò il luogo e la bellezza della villa. Cosimo il Vecchio intuì già, riprendendo la lezione degli antichi, la vocazione culturale dei luoghi, dove lo studio e la speculazione filosofica potevano svolgersi nella rilassata amenità della campagna. Vi trasferì infatti la sua biblioteca e una parte della collezione di oggetti e opere d'arte. Nel 1459 Cosimo vi fondò l'Accademia Neoplatonica, la più importante scuola filosofica dell'umanesimo italiano, a cui parteciparono Cristoforo Landino, Marsilio Ficino e Pico della Mirandola; non a caso Cosimo aveva donato al Ficino un'abitazione nei pressi della villa, nota come Villa le Fontanelle, per averlo sempre vicino alla sua famiglia, dove il Ficino tradusse gli Atti e gettó le basi dell'Accademia.
Studi sulla planimetria e sulle fondazioni hanno dimostrato che Michelozzo agì minimamente sulla pianta dell'edificio originario. I lavori si concentrarono quindi sugli ambienti interni, a partire dal cortile, e sull'alzato del palazzo. Il ballatoio merlato su beccatelli, creato lungo le pareti esterne, è un retaggio di impianto medievale (lo si trova per esempio al Trebbio), ma inserito nell'impianto più ampio della villa sembra più una citazione che un elemento creato per esigenze difensive. In definitiva l'aspetto della villa è più quello di un palazzo che di una fortificazione, particolarmente evidente se confrontato con le ville più arcaiche del Trebbio e di Cafaggiolo. La villa aveva mantenuto una torretta merlata, raffigurata in disegni e stampe fino al Seicento. A Michelozzo sono anche attribuite le due ali laterali che si protendono a ovest verso il giardino, più basse del corpo centrale e che sono caratterizzate al pian terreno da due logge aperte con tre arcate ciascuna e capitelli compositi simili a quelli del cortile.

### Lorenzo il Magnifico

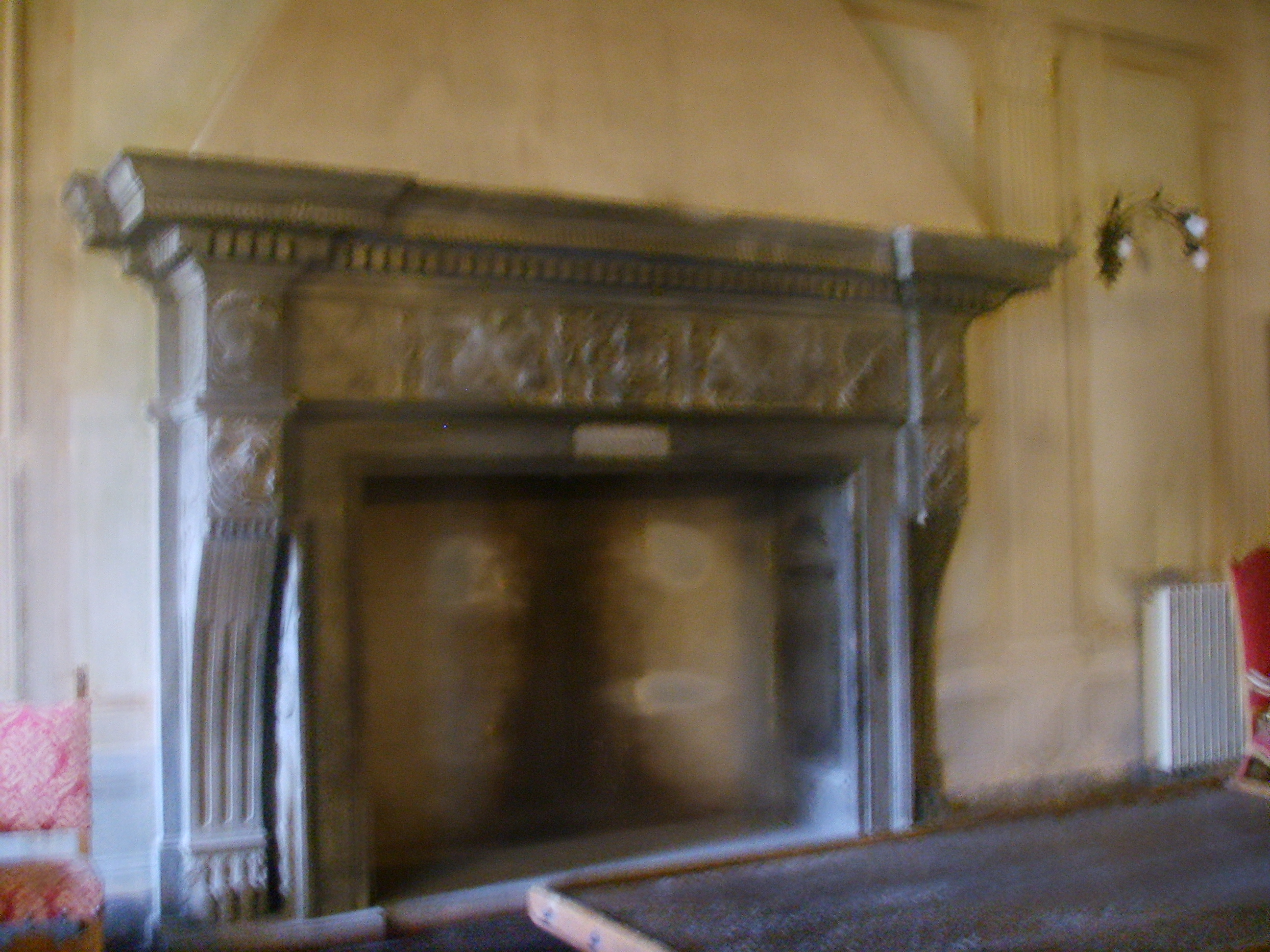
Sala del Camino

Nella villa nacque e morì Lorenzo il Magnifico (1448-1492), il quale ereditò la villa dal nonno dopo la breve parentesi del governo di suo padre Piero il Gottoso. Lorenzo elesse Careggi come sua residenza preferita e qui vi fece riunire il circolo dell'Accademia Neoplatonica, organizzando nella villa il centro culturale e artistico del primo Rinascimento per eccellenza. Tra i frequentatori dell'Accademia vi erano i maggiori umanisti dell'epoca: Marsilio Ficino, Agnolo Poliziano e Pico della Mirandola.
L'umanesimo fiorentino faceva suoi numerosi simboli del passato, in un clima che potremmo definire esoterico (nel senso di correlato a una cultura da iniziati), dove le statue, gli oggetti d'arte e il paesaggio stesso incarnavano ideali astratti. A questo periodo risalgono il caminetto con bassorilievi nel salone del primo piano (datato 1465) e forse (l'attribuzione è molto discussa) la loggetta panoramica sempre al primo piano, attribuita a Giuliano da Sangallo. Questa struttura, non in linea con il resto dell'edificio, potrebbe risalire all'ultimo periodo della vita di Lorenzo il Magnifico, o forse al secondo decennio del Cinquecento.

### Il Cinquecento

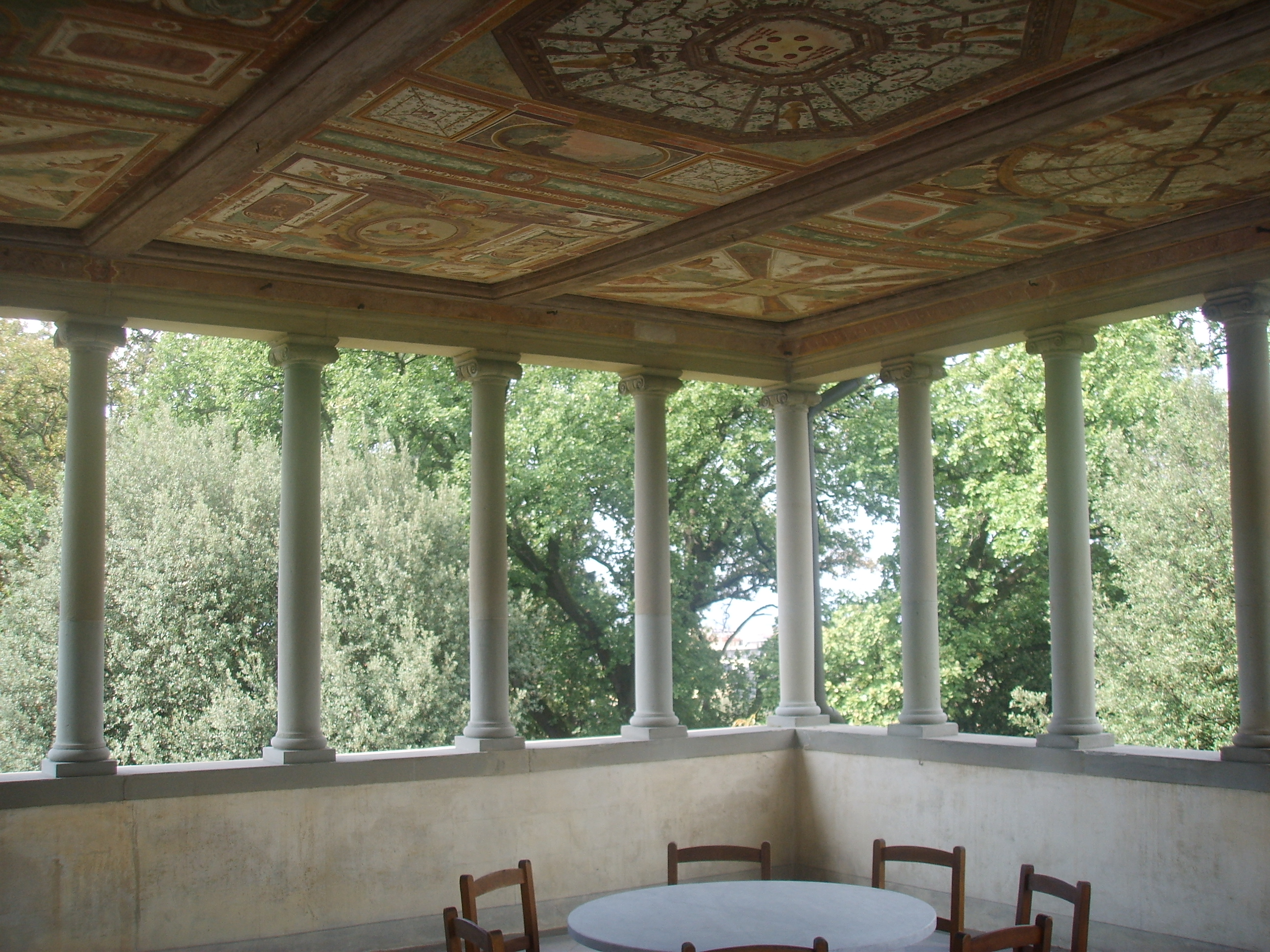
La loggetta al primo piano

Con la morte di Lorenzo e la cacciata dei Medici del 1498, la villa non viene confiscata come altri possedimenti medicei, ma subisce comunque alcuni passaggi per eredità e alcune vicende alterne, tra le quali un disastroso incendio doloso nel 1529, durante l'ultima fase repubblicana di Firenze. Con il rientro dei Medici, il duca Alessandro ereditò la villa e vi fece le necessarie ricostruzioni. Risale a questo periodo il breve scalone che porta al primo piano e forse la loggetta del primo piano. Il Vasari riporta alcune notizie sulla decorazione della villa non molto chiare e non suffragate da altre fonti. Il Pontormo, aiutato dal pittore Jacone, avrebbe in questo periodo dipinto il soffitto della loggia, ma a causa della tecnica sbagliata (a secco invece che "a fresco"), le pitture si sarebbero rapidamente deteriorate.
Cosimo I non amò Careggi, preferendogli altre residenze, soprattutto il Trebbio, e la destinò dal 1569 al fosco personaggio quale era suo figlio minore Pietro, personalità guerresca e tumultuosa, colpevole anche di uxoricidio nella villa di Cafaggiolo.

### Il Seicento

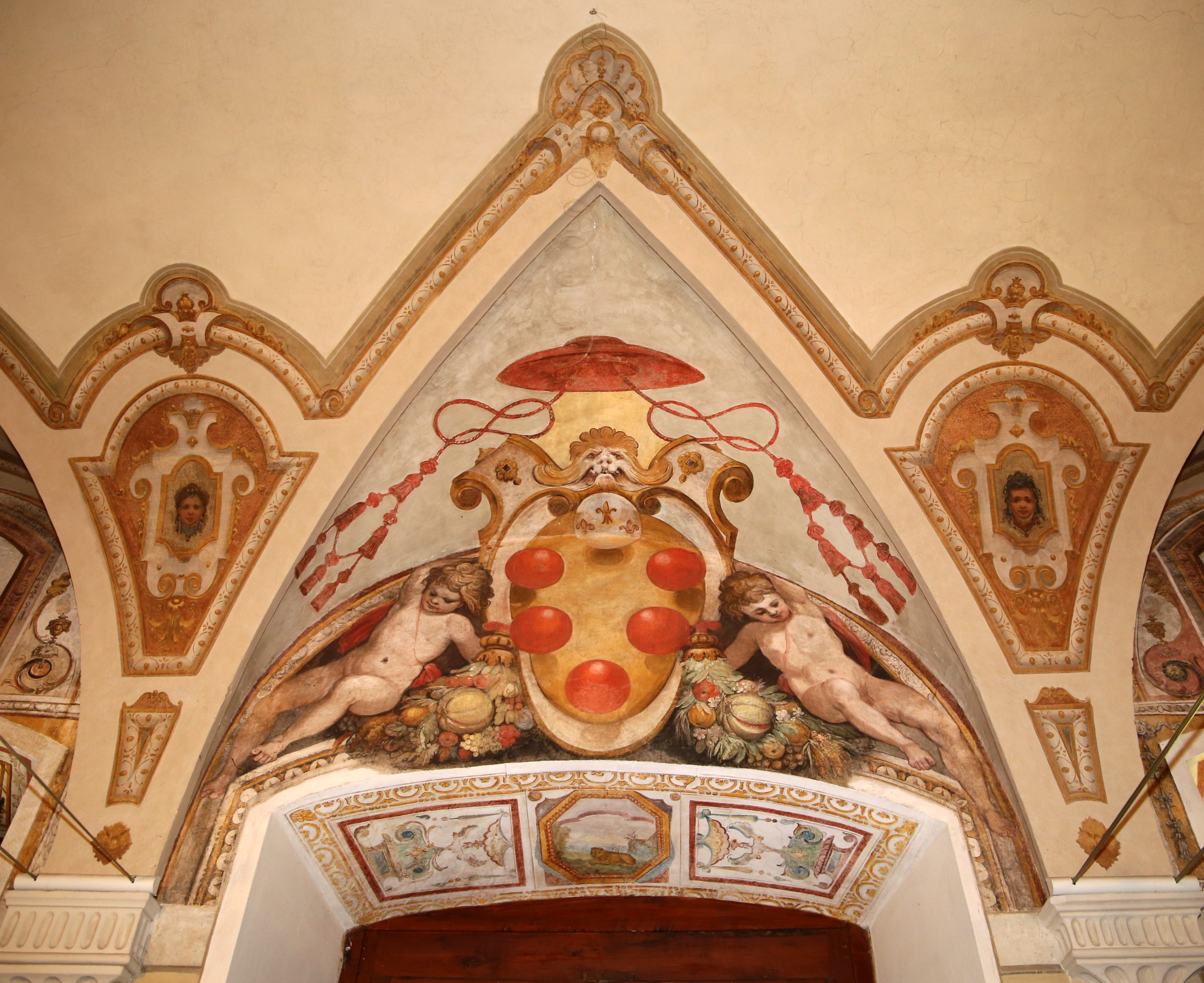
Lo stemma cardinalizio di Carlo de' Medici

La rinascita della villa si ha quando ne entrò in possesso il principe Carlo de' Medici (1609), che in seguito alla sua nomina a cardinale nel 1615 intraprese un ampio progetto di ristrutturazione della villa e del giardino. Tra le opere che ancora si possono ammirare ci sono il salone affrescato al piano terreno (con storie profane desunte dalla Gerusalemme Liberata del Tasso), la decorazione della loggia con colonnine ioniche al primo piano (con grottesche di tema feriale e naturalistico, barceaux fioriti, vedute paesaggistiche e fantasie archeologiche a grisaille), la grotticina e lo studiolo. Scomparve la torretta trecentesca in favore di una più moderna destinazione degli spazi.
Anche il giardino venne risistemato dai famosi architetti di Boboli Giulio Parigi e suo figlio Alfonso, specialmente sul lato meridionale con un percorso segnato da ciottoli colorati con due statue di Nani ancora oggi presenti.

### Il Settecento
Con l'estinzione della casata medicea, i Lorena iniziano un riassetto di tutte le proprietà campestri ereditate, con il disimpegno e la vendita di quelle ritenute secondarie o antiquate, facendo confluire arredi e decorazioni a quelle più importanti. La villa di Careggi non ebbe una sorte favorevole e, visto anche il precario stato di conservazione dei fabbricati, il granduca Pietro Leopoldo decide di vendere il tutto a Vincenzo Orsi nel 1780. Poco tempo dopo però, contemporaneamente all'arrivo dei viaggiatori romantici del Grand Tour, si assistette anche un rinnovato interesse per i Medici e per l'Accademia neoplatonica, stimolato dalla pubblicazione di numerose opere letterarie soprattutto all'estero.

### L'Ottocento
La villa passò in seguito alla famiglia Holland, della quale faceva parte un ministro presso il governo fiorentino. Questi proprietari fanno affrescare nella loggia al piano terreno che dà sul giardino la scena raffigurante l'Uccisione del medico di Lorenzo il Magnifico nel pozzo della villa da George Frederic Watts (1845).
Con il crescere del mito di Lorenzo, soprattutto verso il pubblico inglese, accadde che la villa venne acquistata da Sir Francis Joseph Sloane nel 1848, il quale apportò durante la sua proprietà numerose e ingenti trasformazioni:
- La facciata est (dove si entra attualmente) fu prolungata;
- Venne ridimensionato l'atrio di ingresso;
- Le stanze al primo piano vennero ridecorate in stile neomedievale;
- Il giardino fu ampliato e ridisegnato, come le nuove aiuole geometriche all'italiana e un grande parco all'inglese.

Sir Sloane era un appassionato botanico e trapiantò nel parco numerose piante rare e inconsuete, come i corbezzoli della Grecia, con la corteccia rossastra (detti per questo "alberi della pelle"), una sequoia californiana, piante di cedro, ecc. Anche la limonaia risale a questo periodo, così come il grande ingranaggio ligneo che ancora vi è conservato per lo spostamento dei grandi vasi di agrumi. Dopo la morte di sir Sloane la proprietà passò al conte Augusto Boutourlin.

### Il Novecento e l'epoca contemporanea
Nel 1901 un nuovo passaggio di proprietà, alla famiglia Sergè, comportò solo il proseguimento della manutenzione ordinaria della villa. L'ultima proprietaria, Rosina Cirillo Fornaciari, vendette tutto il complesso all'arcispedale di Santa Maria Nuova nel 1936. In gran parte dei suoi poderi venne realizzato l'ospedale di Careggi, il più grande di Firenze, e la villa ospitò da allora alcuni uffici della direzione, diventata poi Azienda Ospedaliera Universitaria di Careggi. Sebbene la villa fosse aperta al pubblico e visitabile gratuitamente negli ambienti principali, alcune attività dell'amministrazione ospedaliere frenavano la sua vocazione artistica e turistica, e non mancavano gli esempi di uso non adeguato alla storia dei locali, come gran parte del parco all'inglese diventato parcheggio per le vetture del personale ospedaliero.
Dopo il trasferimento degli uffici (2008), la villa è stata di fatto abbandonata, in attesa di una nuova destinazione. Nel 2013 è passata alla Regione Toscana, che si sta impegnando in un completo restauro dell'edificio e dei giardini, con lo scopo di farne una sede museale distaccata degli Uffizi. A fine dello stesso anno è entrata nella Lista dei patrimoni dell'umanità dell'UNESCO, assieme ad altre ville e giardini medicei.

## La villa

### Il pian terreno

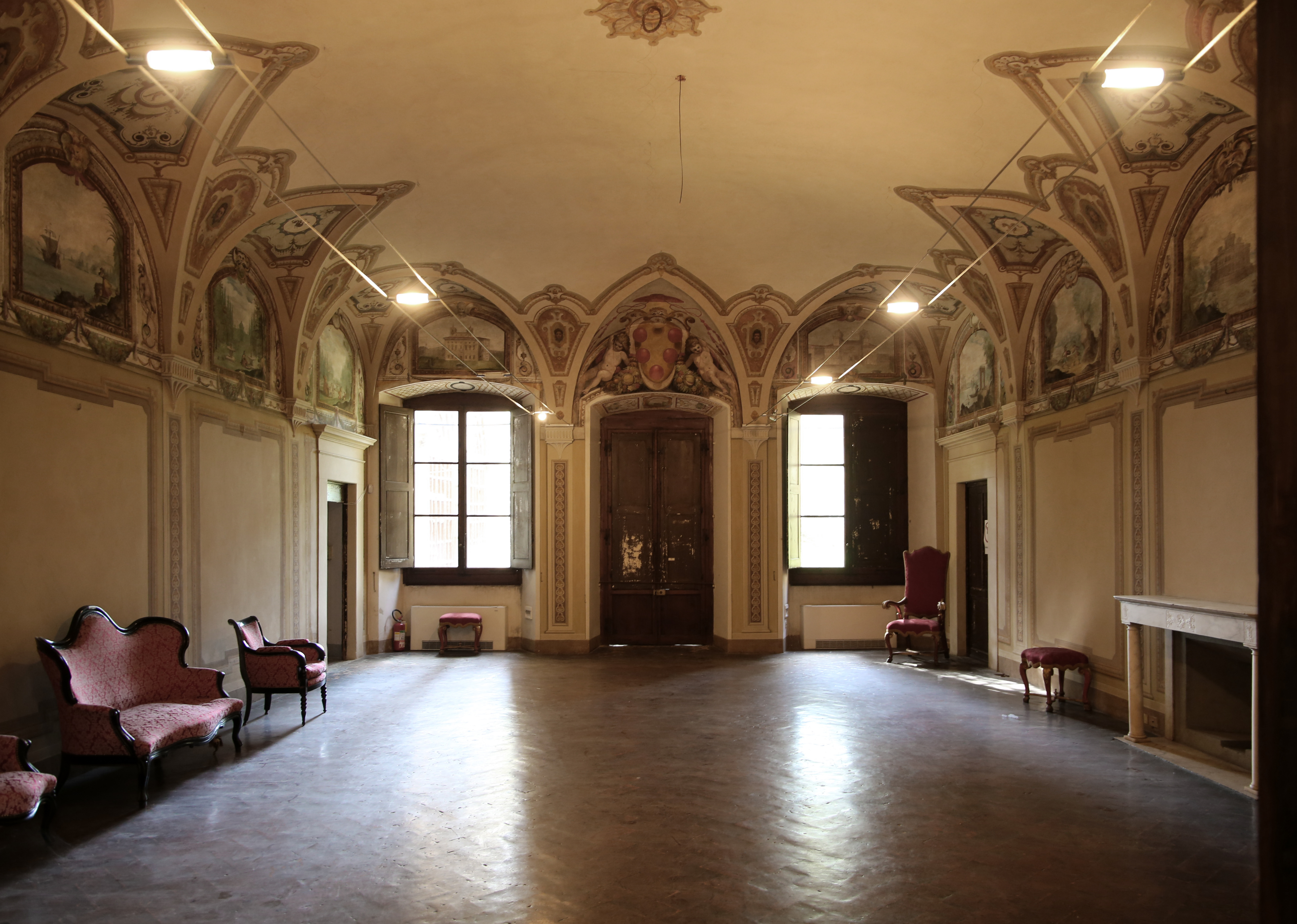
Il salone affrescato

Oggi la villa ospita alcuni uffici della vicina struttura ospedaliera, per cui solo pochi ambienti sono visitabili, comunque sono tutti molto significativi.
Al primo piano si apre il cortile di Michelozzo. Ha una forma trapezoidale che segue il profilo del palazzo, il quale a sua volta era stato edificato seguendo il percorso della via principale che lo costeggiava. Al centro vi si trova un pozzo che probabilmente risale all'assetto trecentesco, mentre due loggiati si aprono sui lati nord e est con arcate a tutto sesto, sorrette da colonne con capitello a foglie d'acqua; sugli altri lati sono presenti uno "sporto" (vano di passaggio per i piani superiori) e un ballatoio, sorretti da pilastri ottagonali con capitelli geometrici, tipici dello stile di Michelozzo.
Dal cortile si accede al Salone del piano terreno. Questo ambiente risale al primo Seicento, alle ristrutturazioni voluta dal Cardinale Carlo de' Medici. È interamente decorato ad affresco ed in particolare attirano l'attenzione le 16 lunette (cinque nei lati maggiori, tre in quelli minori, con quella centrale occupata dalla stemma mediceo) decorate con paesaggini, vedute immaginarie, marine, scene con rovine, giardini, fontane e piccole figure. Si distinguono le due vedute di Villa Medici a Roma, allora proprietà del Cardinale Carlo, e alcune scene tratte dalla Gerusalemme liberata di Torquato Tasso, usate per celebrare allegoricamente le imprese contro i Turchi di suo fratello il Granduca Cosimo II. Le lunette sono inquadrate in un sistema complesso di decorazioni pittoriche murarie, con cornici, putti, festoni, elementi vegetali e animali. Da un punto di vista stilistico, queste pitture riprendono la corrente dal tratto veloce e nervoso, "impressionistico", della pittura di paesaggio tra il XVI e il XVII secolo; fra gli artisti chiamati dalla fiorente équipe di Michelangelo Cinganelli a collaborare tanto nel suddetto salone (in particolare nelle figurine simboliche a grottesca dalla verve scattante), quanto poi in alcuni scomparti della loggetta al primo piano, è stato documentato un tal Michele Muffini, petit maitre ancora poco noto formatosi alla fine del Cinquecento nei cantieri fiorentini di Bernardino Poccetti e attivo, fra gli altri, agli Uffizi e nella cappella Magalotti di Pescina (Vicchio).
Dal salone si raggiungono gli ambienti nella loggia al piano terreno, con le grandi arcate sul giardino ormai chiuse da vetrate. Qui si trova un grande affresco ottocentesco di George Frederic Watts raffigurante l'Uccisione del medico di Lorenzo il Magnifico nel pozzo della villa (1845), un episodio quasi leggendario che sarebbe stato causato dalla rabbia contro colui che non aveva saputo curate il grande mecenate e benefattore cittadino.

### La grotticina interrata

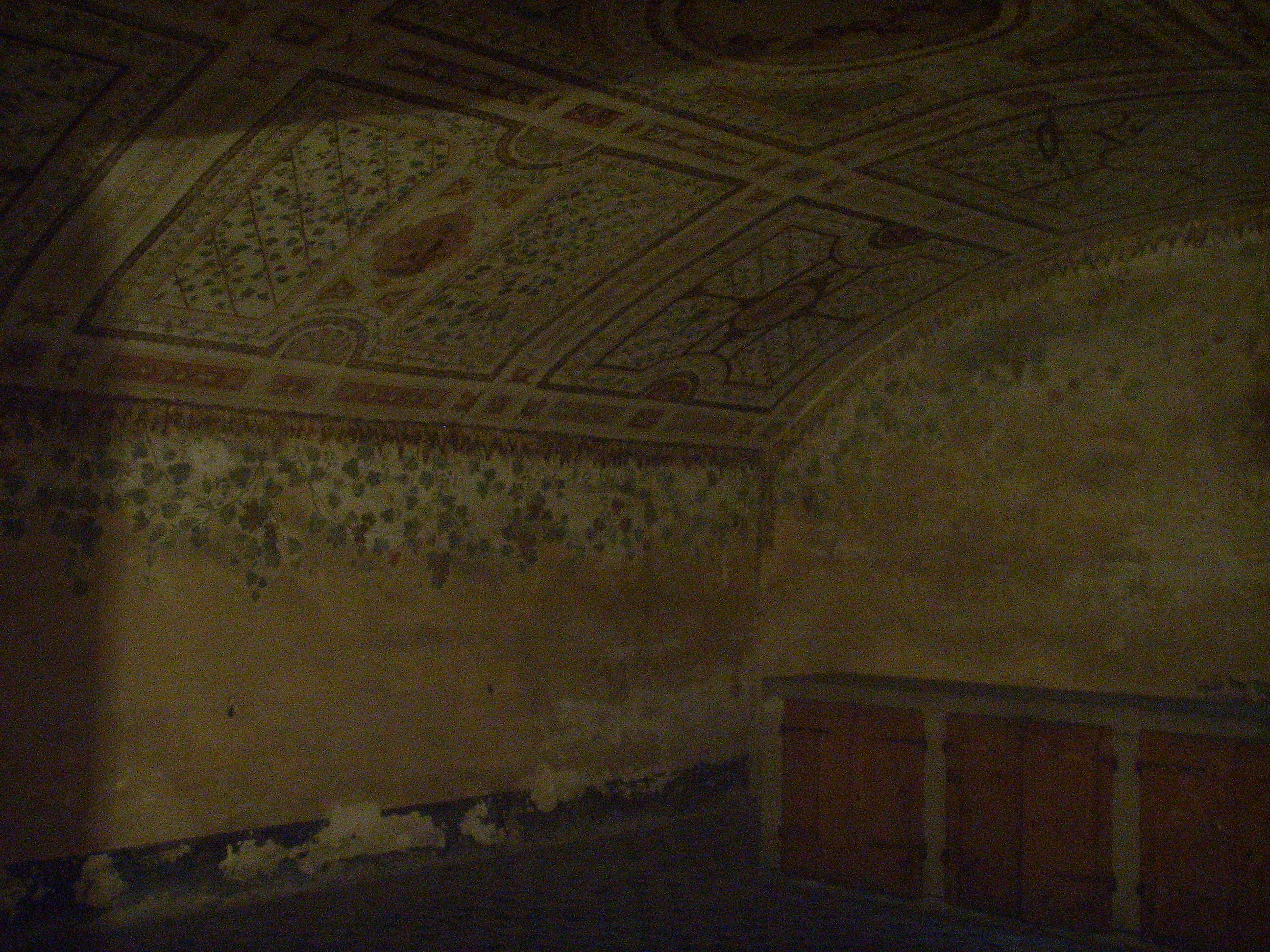
La grotta

Una scala vicino al cortile porta al piano interrato, dove si trova un prezioso e raro esempio di capriccio architettonico rappresentato dalla Grotticina. Questo ambiente, fatto realizzare dal Cardinale Carlo de' Medici nel Seicento, fu ricavato usando una parte delle cantine della villa, con la volta a botte e un'illuminazione tenue offerta da due aperture a bocca di lupo. Le grotte fantastiche infatti, tipiche del gusto manierista, si diffusero nelle ville a partire dal XVI secolo, come luogo di frescura estiva e di estroso spirito "grottesco" (parola che deriva proprio da grotta). Questa grotta è interamente decorata da pitture con tralci di viti, fogliame, figure mitologiche e elementi vegetali. Si riconoscono sulla volta un Bacco e un'allegoria dell'Abbondanza, oltre a qualche figura di satiro. Nella parte centrale della volta si apre anche un oculo dal quale si intravede una balconata con quattro amorini. Sulla parete nord, accanto all'ingresso, si trova la grotticina vera e propria, una nicchia con incrostazioni spugnose e stalattiti ricomposte che racchiude una piccola fontana, oggi non alimentata se non in occasioni speciali. Altro elemento di grande interesse è il pavimento, completamente ricoperto da mattonelline in maiolica originali, decorate con motivi geometrici, elementi vegetali, gigli araldici in oro su fondo blu eccetera. Oggi la pavimentazione, in alcuni punti vistosamente compromessa, richiede l'uso di particolari copriscarpa che vengono forniti ai visitatori. Chiude il complesso decorativo della stanza l'armadio in muratura vicino alla parete opposta alla fontana, anch'esso decorato sia all'interno che all'esterno da volute.

### Il primo piano

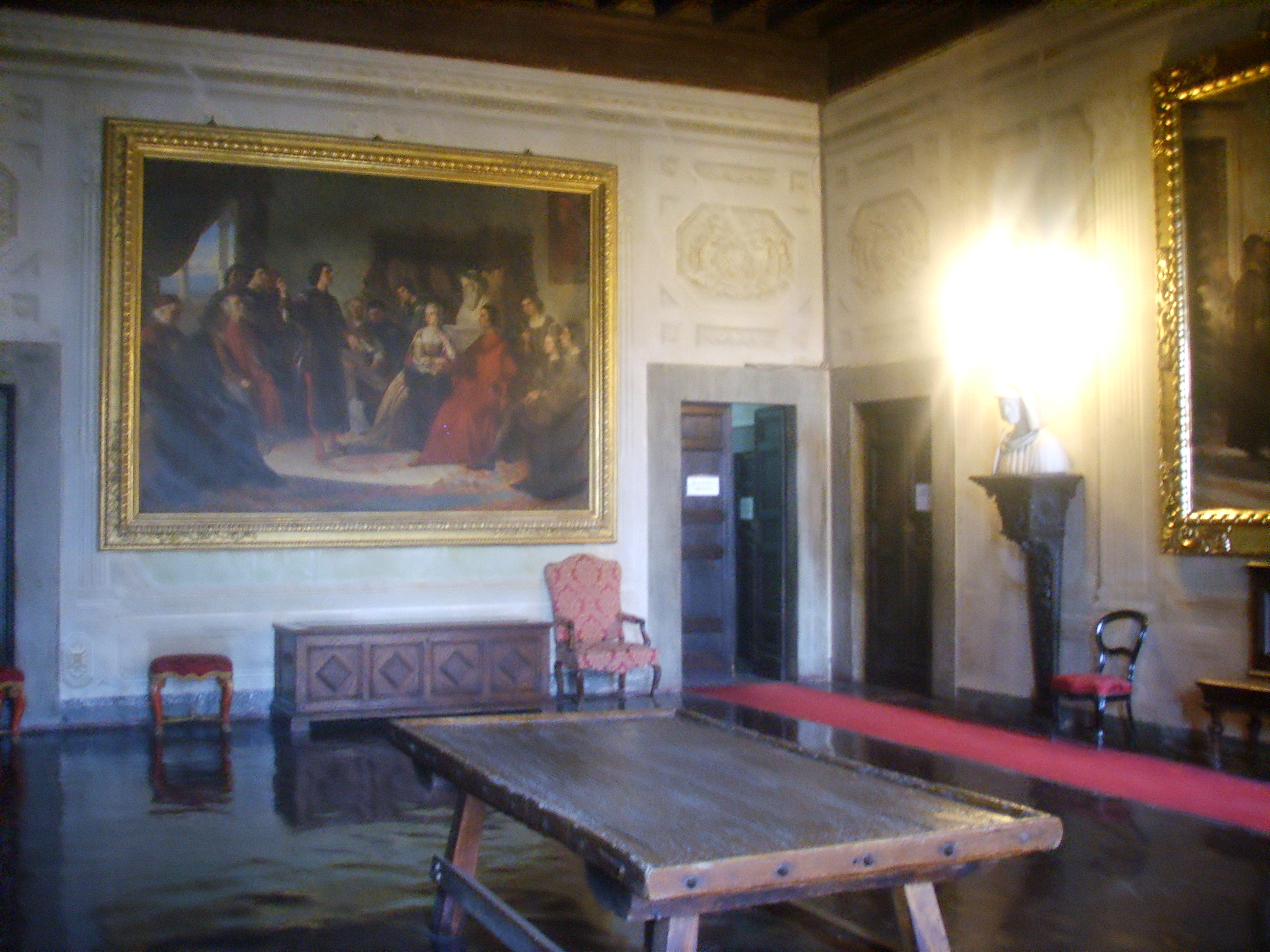
La sala del camino

Subito a sinistra della scalinata principale si apre il salone del Camino, dominato dal caminetto ornato da bassorilievi e datato 1465, quindi risalente all'epoca di influenza di Lorenzo il Magnifico. La sala è stata ridecorata nell'Ottocento in stile neomedievale e vi si trovano oggi due grandi tele raffiguranti episodi legati agli antichi possessori della villa: Lorenzo il Magnifico e il gruppo di accademici durante le celebrazioni di Platone e Cosimo il Vecchio riceve dignitari e uomini di chiesa nella sua biblioteca, entrambi di un pittore chiamato Pulcinelli. Opposti al camino si trovano anche due busti in marmo, con i ritratti di Lorenzo il Magnifico e di Cosimo il Vecchio.
Poco oltre si apre il minuto ambiente dello Studiolo dei Medici, situato nell'angolo sud-est della Villa. Si tratta di un piccolo ambiente con volta a botte, decorato sulle pareti e sul soffitto con affreschi a grottesche: vedute fantastiche, elementi vegetali, zoomorfi e antropomorfi fantasiosi che si dispongono armoniosamente sullo sfondo neutro. Lo stemma del Cardinale Carlo de' Medici al centro ricorda l'origine della decorazione, eseguita nei primi anni del Seicento.
Tornando nel salone, si arriva a sinistra in una stanza che porta alla loggetta al primo piano. Questa loggetta è di attribuzione molto discussa, secondo alcuni a Giuliano da Sangallo, che lavorò per il magnifico negli ultimi anni della sua vita, secondo altri al periodo di Leone X quando la famiglia acquisì un enorme prestigio, secondo altri infine al periodo dopo la terza cacciata dei Medici, quando il Duca Alessandro ristrutturò la villa dopo il 1534. Giorgio Vasari parla di lavori del Pontormo in questa loggetta, che però all'epoca in cui scriveva si erano già notevolmente deteriorati per via della tecnica a secco non consona soprattutto per gli ambienti all'aperto. Le grottesche attuali sul soffitto risalirebbero al periodo del Cardinale Carlo de' Medici, del quale è dipinto lo stemma al centro, anche se alcune assonanze con gli stilemi di Pontormo hanno fatto nascere l'affascinante ipotesi che alcune parti potrebbero essere state ricalcate su un disegno precedente del maestro del manierismo, o che addirittura si tratti di zone originale restaurate in seguito.

### Altre immagini

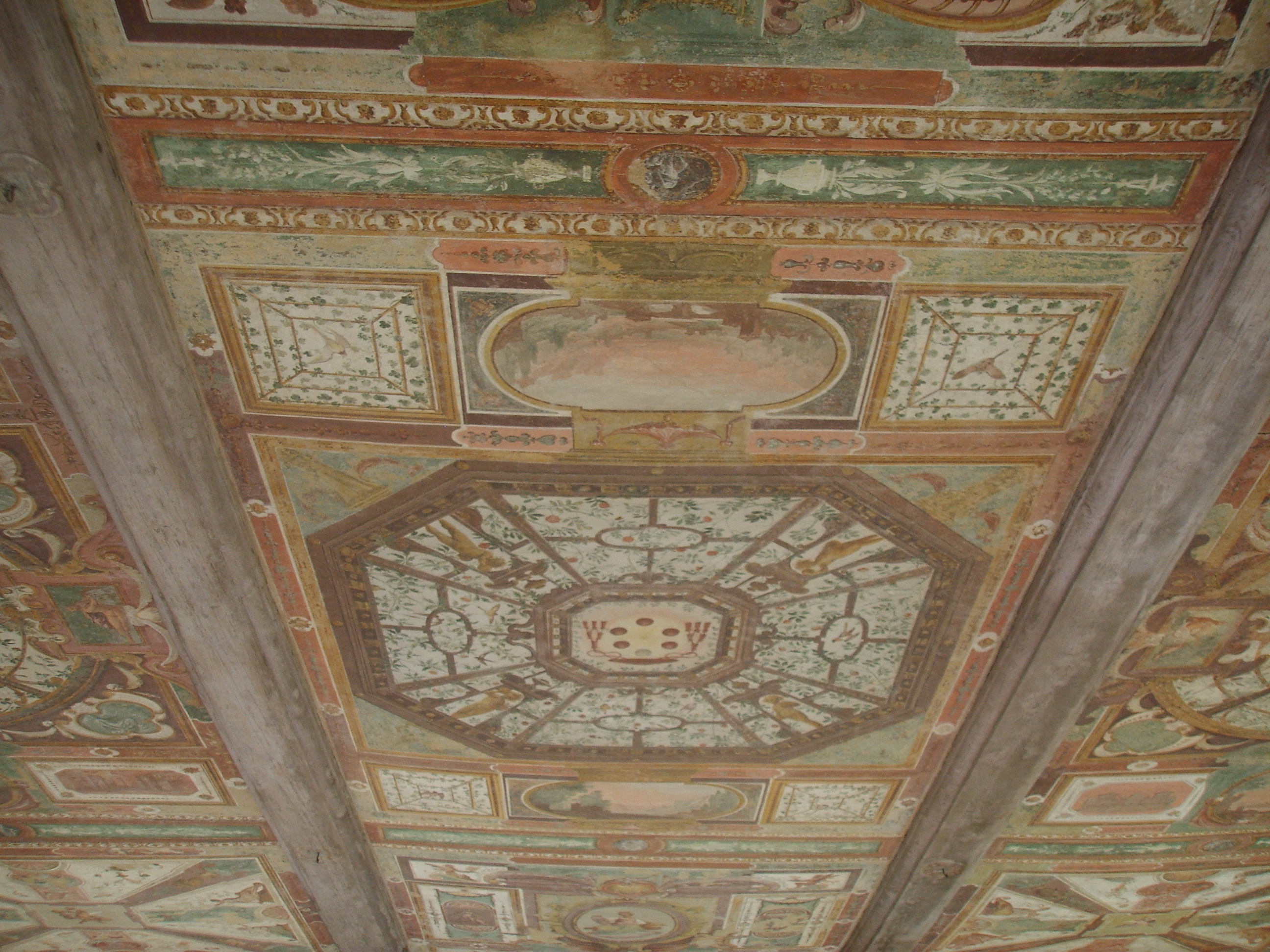
Affreschi nella loggetta al primo piano
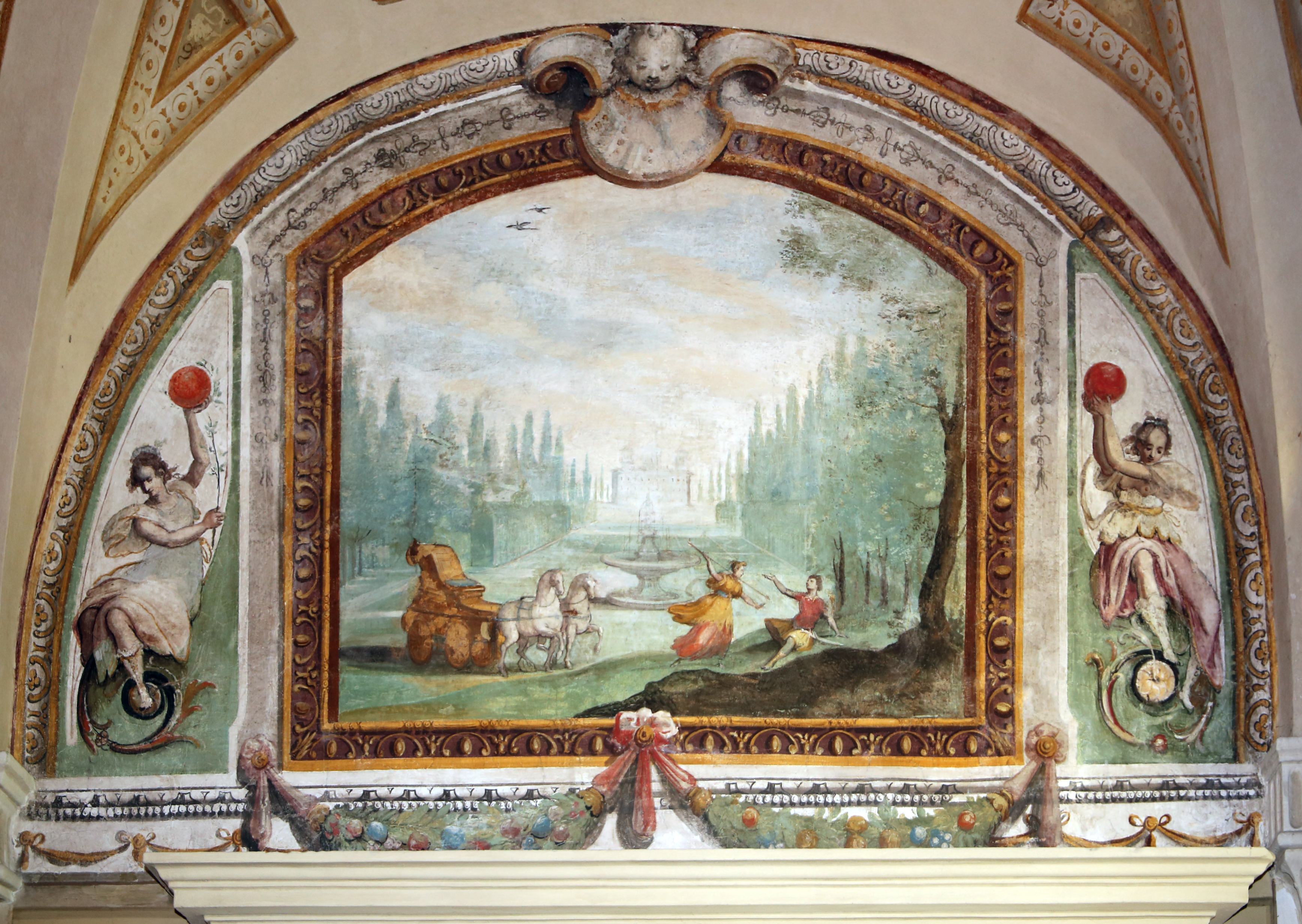
Lunetta affrescata del salone
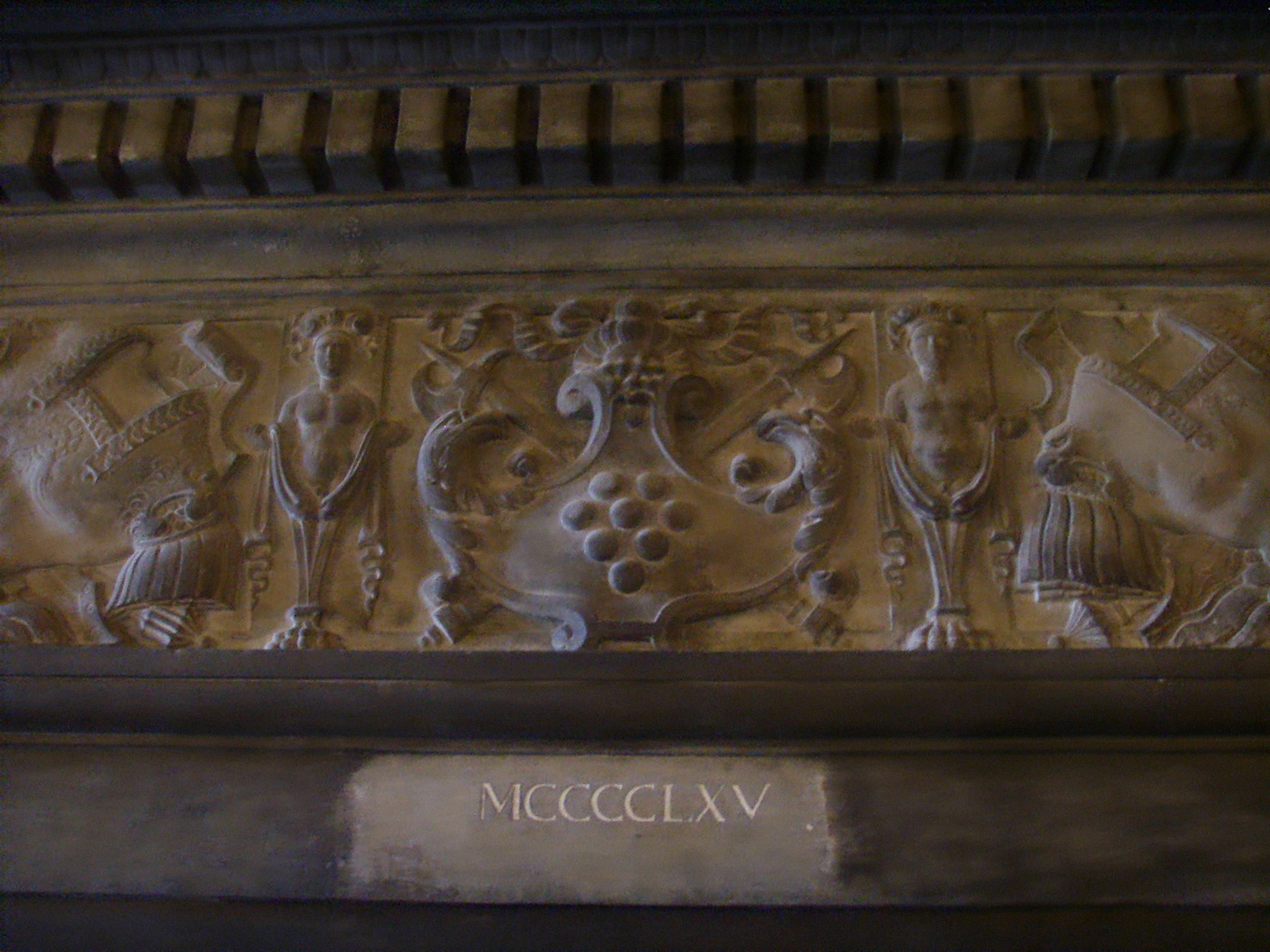
Il frontone del camino, anno MCCCCLXV
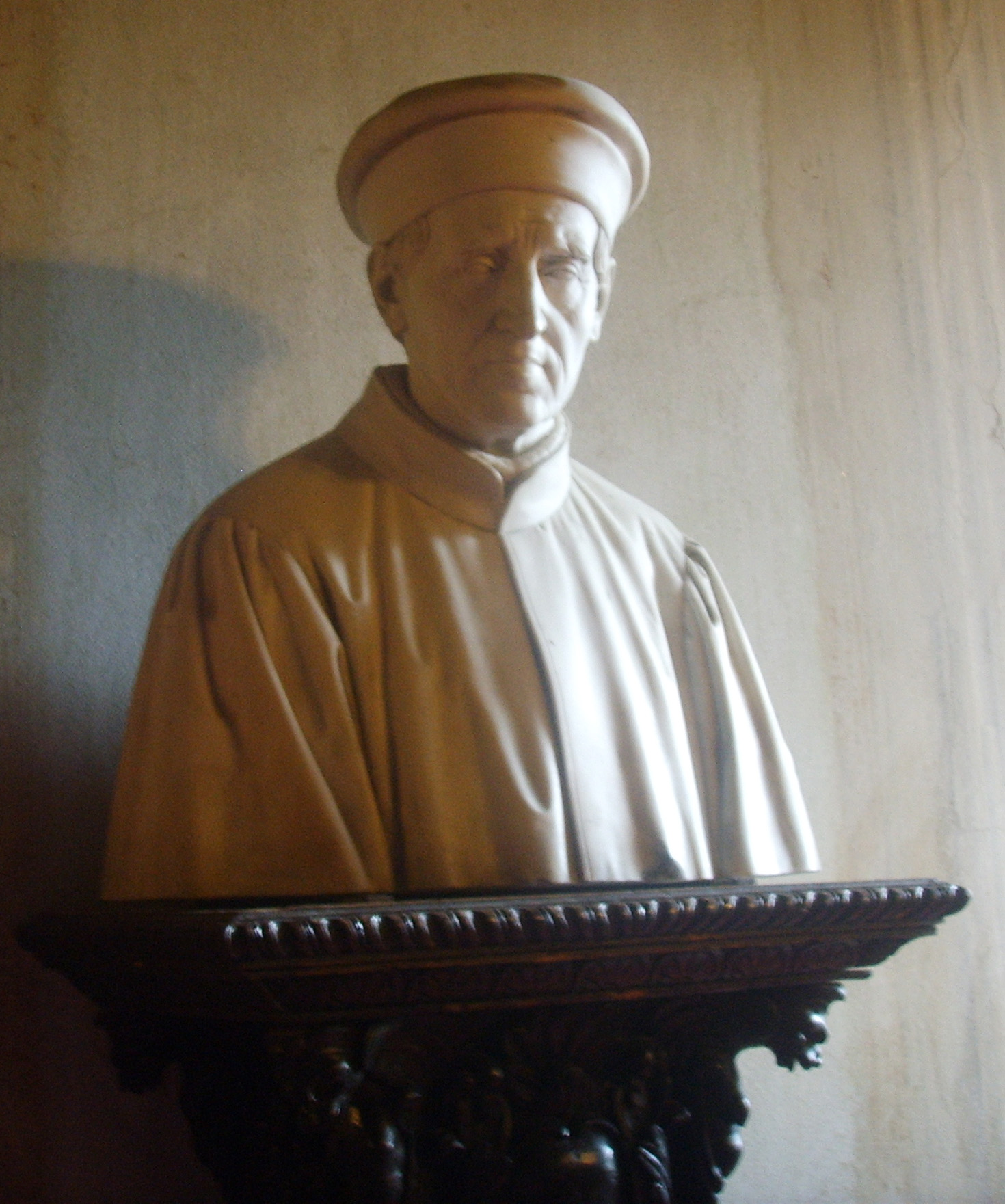
Busto di Cosimo il Vecchio
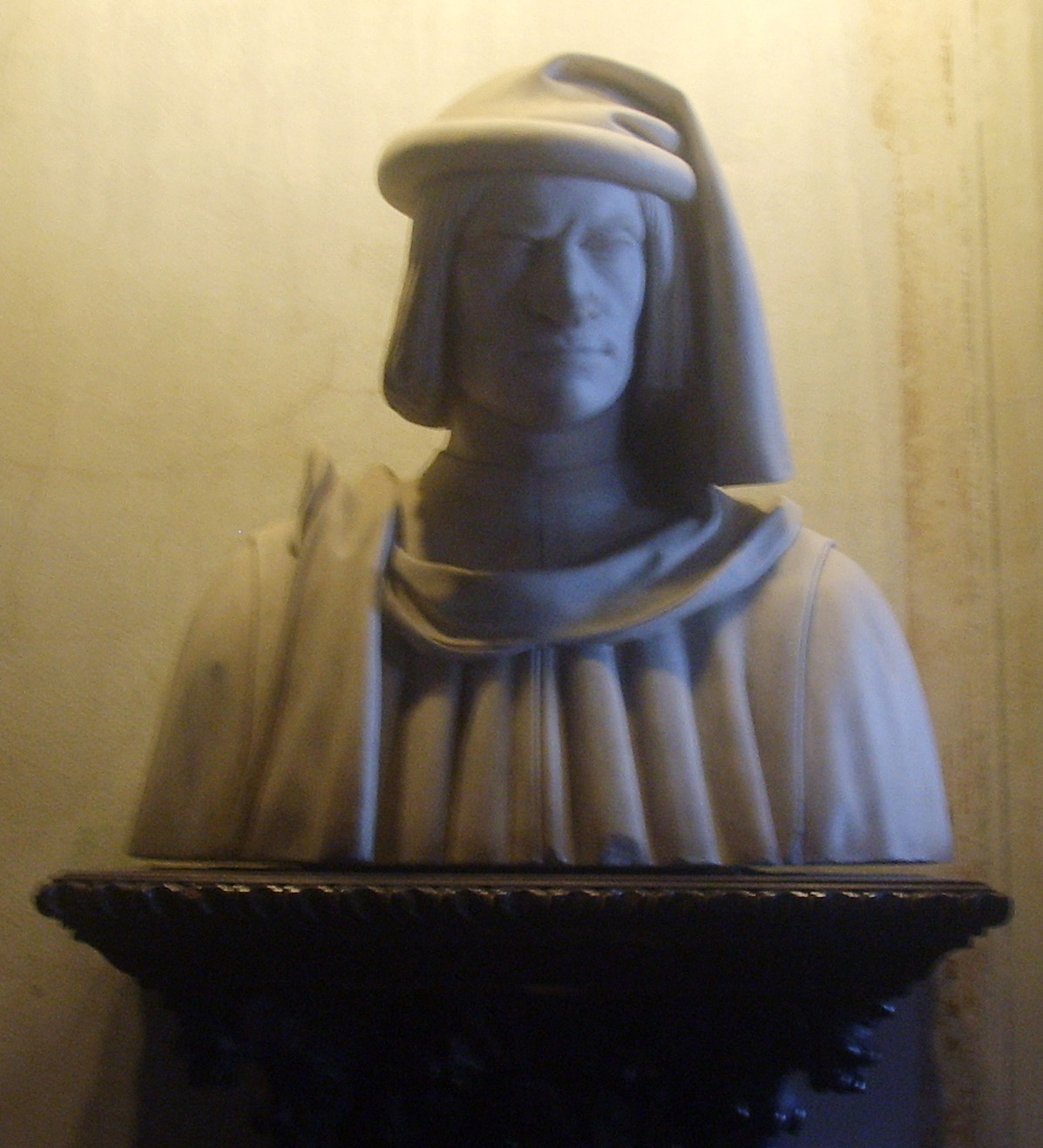
Busto di Lorenzo il Magnifico
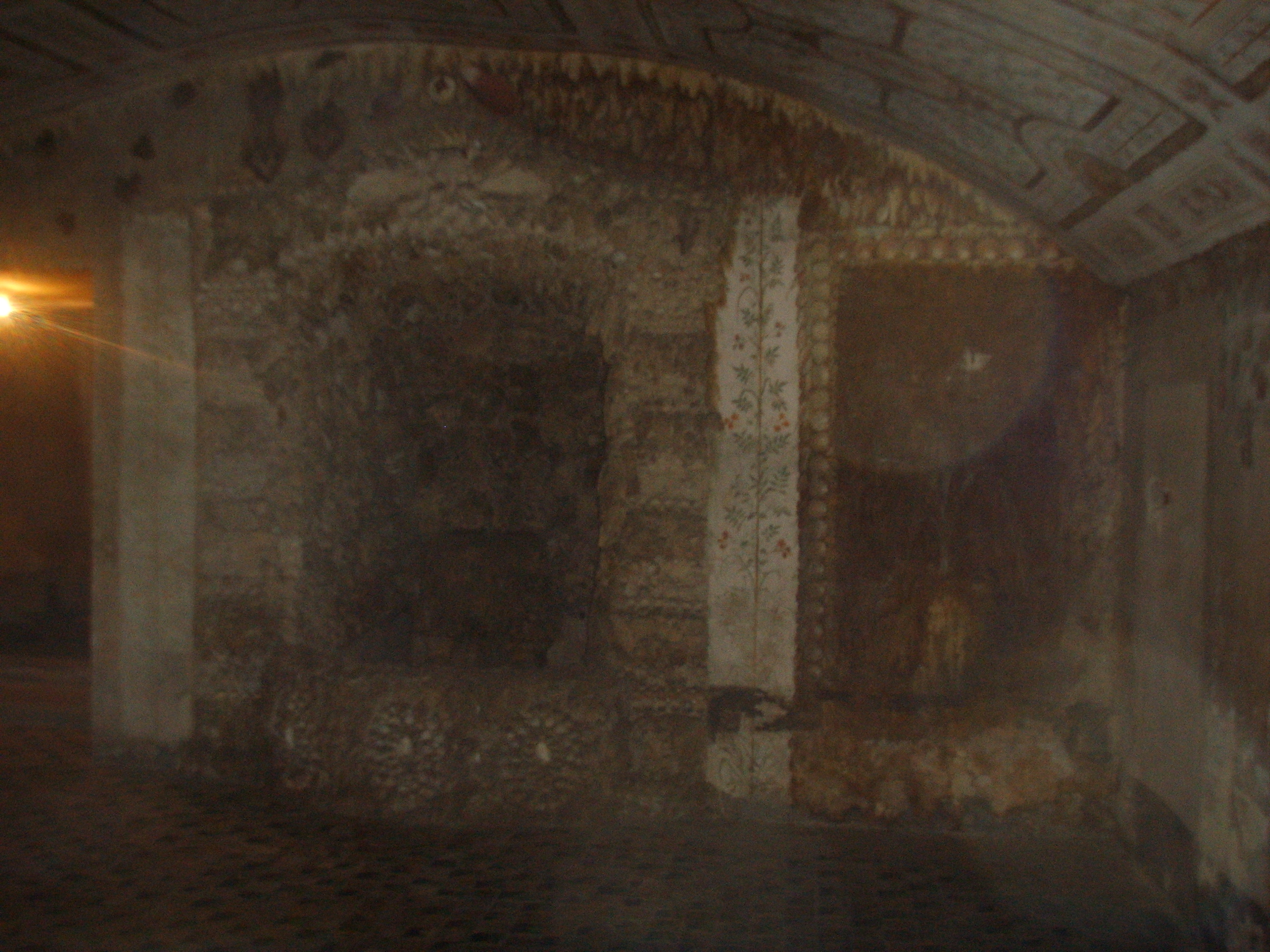
La grotta
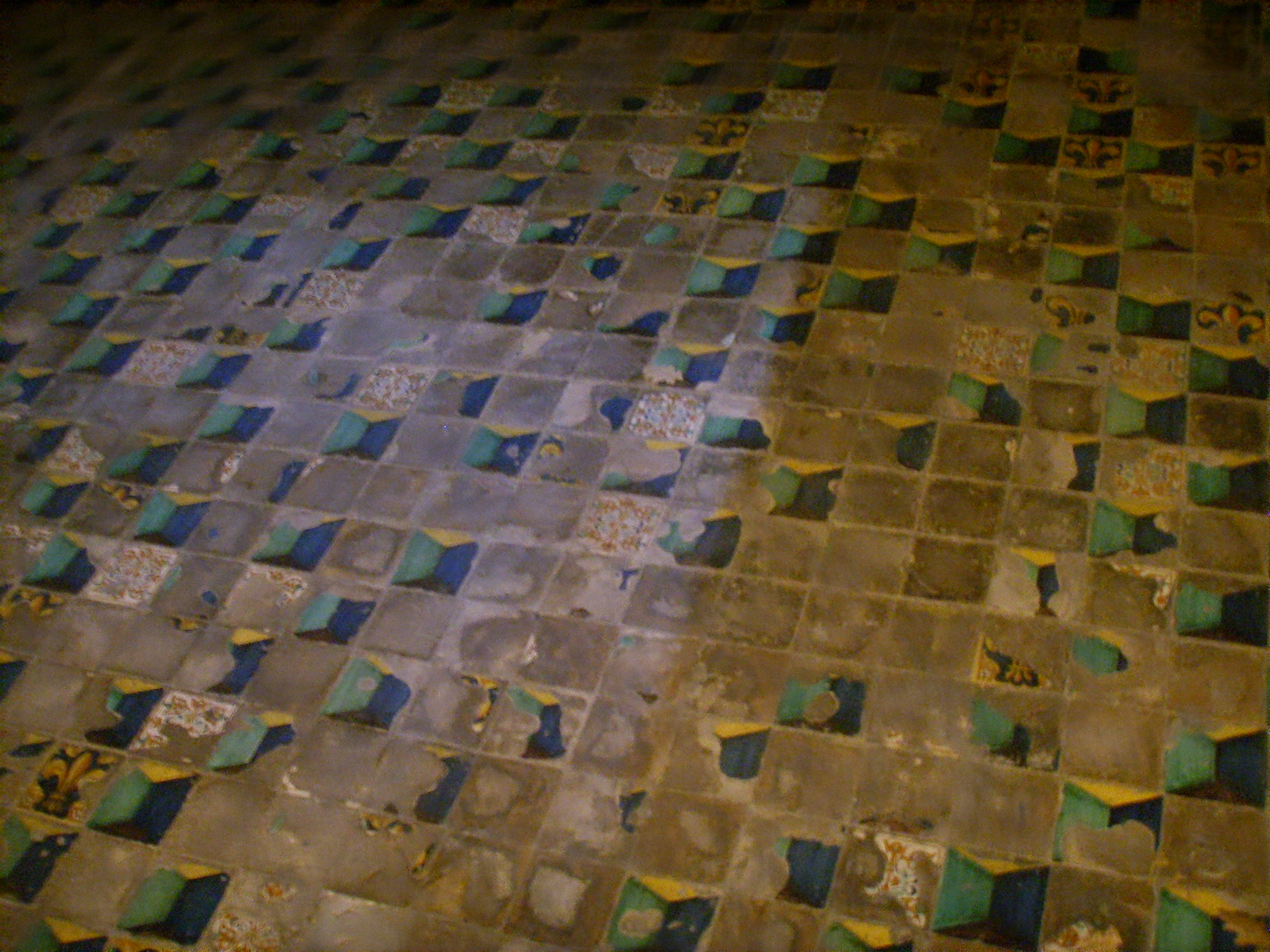
Il pavimento piastrellato della grotta

## Il parco

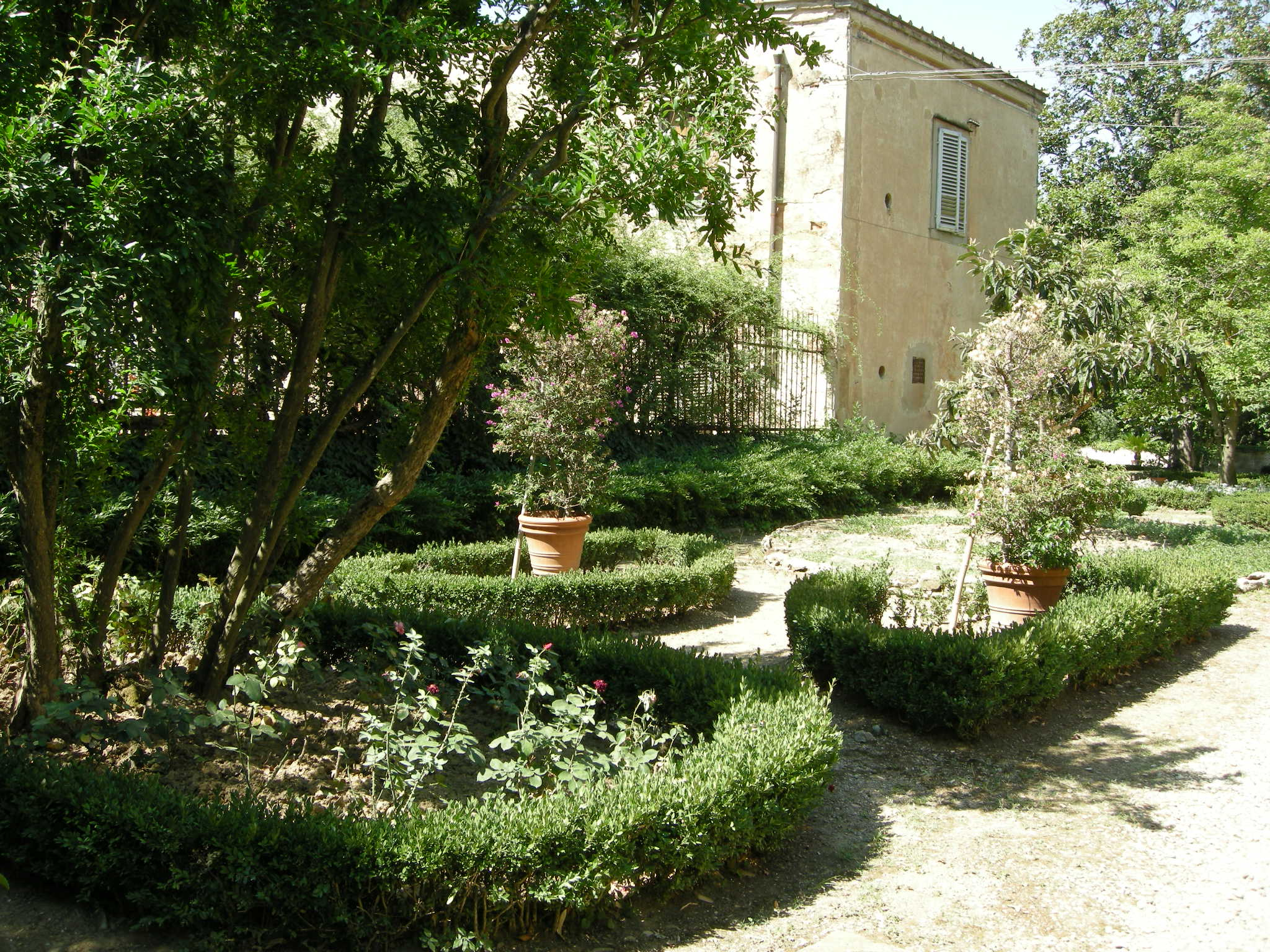
Il giardino geometrico

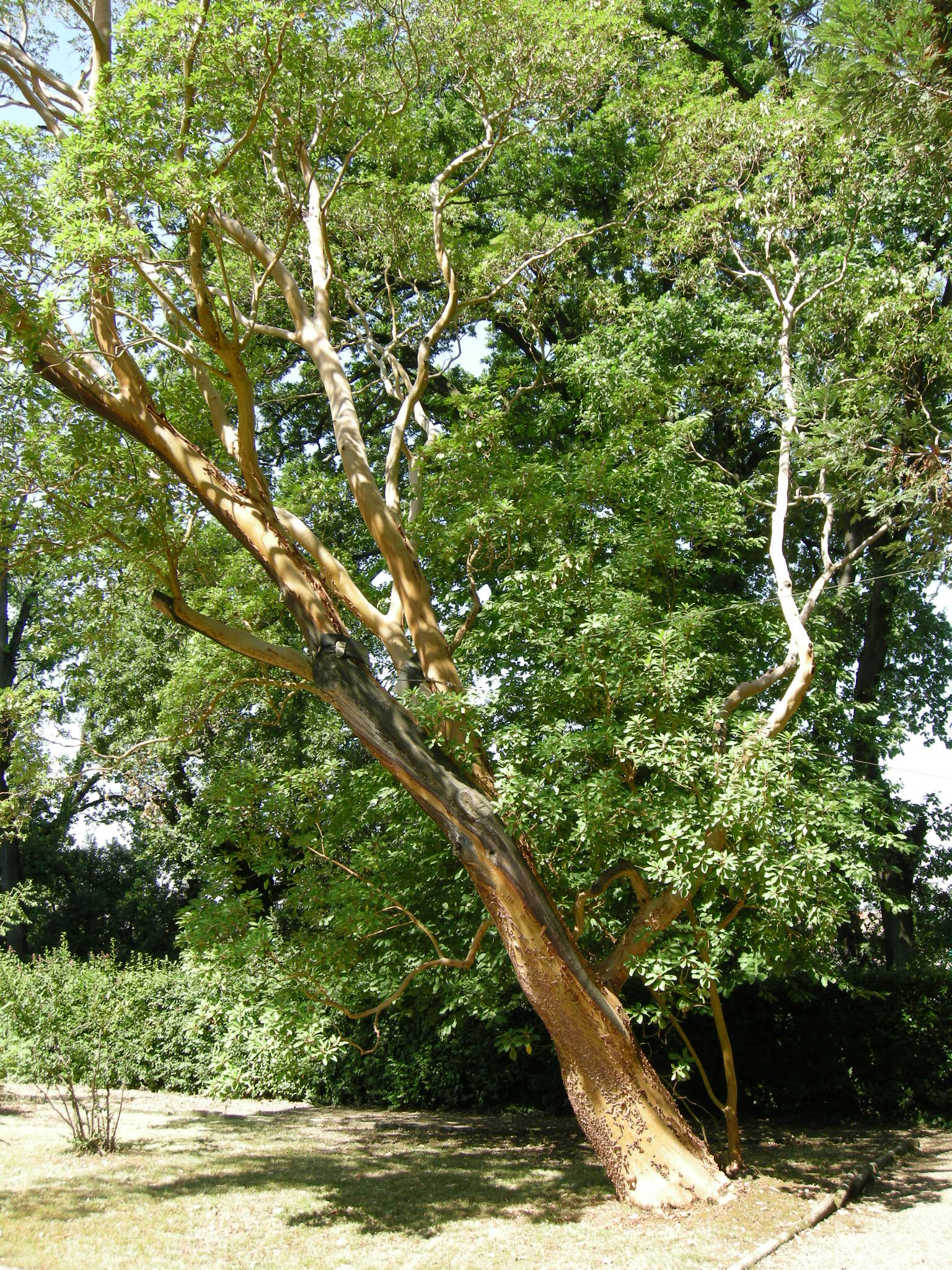
Il corbezzolo di Grecia ("Albero della pelle")

La villa possiede sia un giardino all'italiana, prospiciente la facciata principale, sia un grande parco all'inglese che la circonda su tutti i lati (anche se notevolmente ridimensionato rispetto al passato).
Le forme attuali del giardino risalgono agli interventi di Sir Joseph Sloane, che vi impiantò numerose specie insolite provenienti da tutto il mondo: conifere dall'Asia e dall'Inghilterra, come cedri del Libano (uno sul fondo del giardino mostra ancora i segni di un colpo di fulmine sul tronco), pini e abeti, corbezzoli di Grecia, una sequoia californiana, eccetera.
Il giardino all'italiana fu decorato anche con grandi siepi cespugli di pitosforo e di melograno, oltre ai già citati alberi rari, anche da due ippocastani, uno a fiori rosso-rosa, uno a fiori bianchi. Al centro del giardino fu posta una grande vasca, mentre sul lato du aggiunta la limonaia che ancora oggi conserva alcune specie rare e antiche di agrumi. Tra le specie presenti più pregiate vi esemplari di Cryptomeria japonica, Taxus baccata cultivar fastigiata, Araucaria columnaris e diverse specie di palme (Washingtonia filifera, Chamaedorea elegans, Phoenix canariens).
Un'ulteriore trasformazione del giardino si ebbe con lo spostamento a valle della strada, che fino al 1837 passava accanto alla villa. Si poté così ampliare il parco con un nuovo viale d'accesso per le carrozze che partiva dal nuovo ingresso monumentale, presso la chiesa di San Giovanni Battista a Careggi. Nel parco sono numerosi gli alberi ad alto fusto, piantati soprattutto nell'Ottocento (tigli, lecci, cedri), mentre nel sottobosco si incontra spesso dell'alloro. Si distinguono un Pinus ponderosa, dal fusto perfettamente cilindrico e molto slanciato, una sequoia californiana, distinguibile dalla corteccia profondamente solcata, e vicino ad essa un calocedro, dai rami a candelabro. Altri esemplari notevoli sono alcuni Pinus jeffreyi, una catalpa, alcune roverelle e querce (una dal tronco morto, ma rilevante perché considerata risalente all'epoca medicea.